# Killer Loop
Killer Loop is een computerspel dat werd ontwikkeld door VCC Entertainment en uitgegeven door Crave Entertainment. Het spel kwam in 1999 uit voor de Sony PlayStation en Microsoft Windows. Later volgde ook een versie voor de Sega Dreamcast. In het futuristische racespel bestuurt de speler een magnetische glider op achtbaan-achtige tracks vol met bochten, loopingen en voorzien van techno beats. Tegenstanders kunnen door middel van wapens bestreden worden. De speler kan sterker worden door middel van powerups.

## Platforms
| Jaar | Platform             |
| ---- | -------------------- |
| 1999 | PlayStation, Windows |
| 2000 | Dreamcast            |

## Ontvangst
| Beoordeeld door       | Platform    | Datum            | Score |
| --------------------- | ----------- | ---------------- | ----- |
| ActionTrip            | Windows     | 31 januari 2000  | 90%   |
| GameStar (Duitsland)  | Windows     | januari 2000     | 80%   |
| Absolute Playstation  | PlayStation | januari 2000     | 80%   |
| IGN                   | Dreamcast   | 25 juli 2000     | 77%   |
| PC Player (Duitsland) | Windows     | januari 2000     | 70%   |
| Jeuxvideo.com         | PlayStation | 17 december 1999 | 70%   |
| Gaming Age            | Dreamcast   | 3 augustus 2000  | 67%   |
| GameSpot              | PlayStation | 24 november 1999 | 61%   |
| Planet Dreamcast      | Dreamcast   | 31 juli 2000     | 60%   |
| PC Games (Duitsland)  | Windows     | 7 maart 2001     | 24%   |